# Jarosław Bieniuk
Jarosław Bieniuk, né le 4 juin 1979 à Gdańsk, est un joueur de football polonais. Il joue actuellement pour le Widzew Łódź au poste de défenseur.

## Biographie
Il jouait auparavant au Lechia Gdańsk, à l'Amica Wronki et chez le club turc de l'Antalyaspor. 
Jarosław Bieniuk a honoré huit sélections en équipe de Pologne depuis 2003.